# Třída Holland
Třída Holland je třída oceánských hlídkových lodí nizozemského královského námořnictva. Plavidla mají hlídkovat v Severní moři a Karibiku. Vhodná jsou zejména proti pirátství a pašování narkotik. Celkem byly postaveny čtyři jednotky této třídy. Prototyp byl do služby přijat roku 2011.
V roce 2024 nizozemské ministerstvo obrany oznámilo, že plánuje jednou novou třídou nahradit zároveň hlídkové lodě třídy Holland i výsadkové lodě třídy Rotterdam. Oceánské hlídkové lodě plánuje nahradit plavidly vhodnější pro konflikty větší intenzity. Nahrazování stávajících plavidel by mělo začít roku 2032.

## Pozadí vzniku
Všechna čtyři plavidla postavila loděnice Damen Schelde Naval Shipbuilding ve Vlissingenu a Galați. Plavidla nesou jména nizozemských provincií Holland (P840), Zeeland (P841), Friesland (P842) a Groningen (P843). Do služby byly zařazeny v letech 2011–2013.
Jednotky třídy Holland:
| Jméno            | Založení kýlu | Spuštěna      | Vstup do služby | Status  |
| ---------------- | ------------- | ------------- | --------------- | ------- |
| Holland (P840)   | prosinec 2008 | únor 2010     | květen 2011     | aktivní |
| Zeeland (P841)   | říjen 2009    | listopad 2010 | 20. října 2011  | aktivní |
| Friesland (P842) | listopad 2009 | listopad 2010 | 21. dubna 2012  | aktivní |
| Groningen (P843) | duben 2010    | duben 2011    | 16. ledna 2013  | aktivní |

## Konstrukce

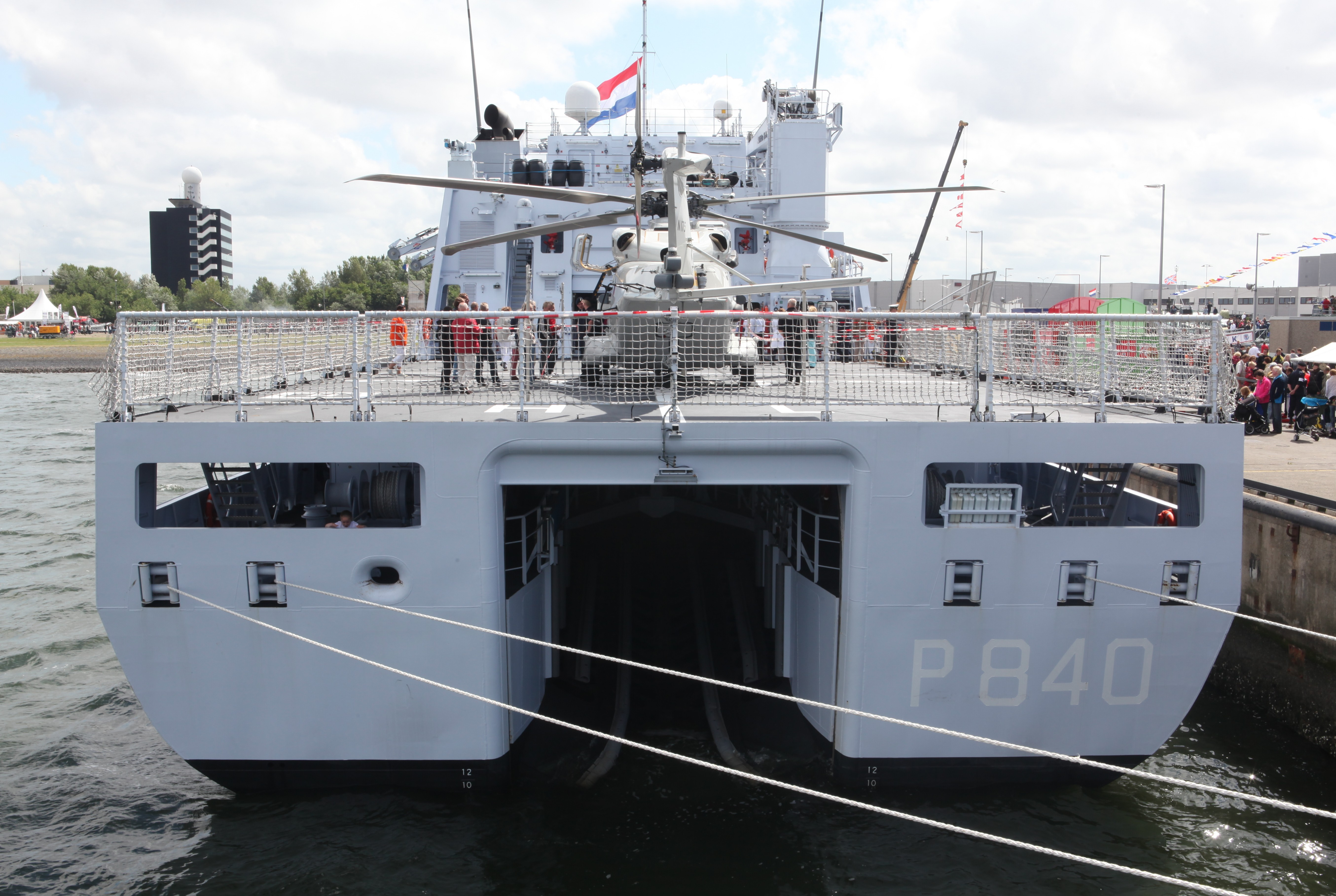
Holland

V konstrukci třídy Holland jsou uplatněny technologie stealth. Mimo 50 členů posádky mohou přepravovat až 40 dalších osob. Může též evakuovat až 100 osob. Plavidla budou vybavena dvěma malými čluny RHIB, spouštěnými po rampě na zádi.
Výzbroj tvoří jeden 76mm kanón OTO Melara Super Rapid, jeden 30mm kanón Oto Melara Marlin WS a dvě dálkově ovládané zbraňové stanice Oto Melara Hitrole NT s 12,7mm kulomety M2 Browning. Plavidla na zádi nesou přistávací plochu a hangár pro jeden vrtulník NH-90. Pohonný systém je koncepce CODELOD. Kombinuje dva diesely Wärtsilä 12V26 a elektromotory. Nejvyšší rychlost dosahuje 21,5 uzlu.